# Tournoi féminin de football aux Jeux olympiques d'été de 2000
Cet article traite de l'épreuve féminine. Pour la compétition masculine, voir Tournoi masculin de football aux Jeux olympiques d'été de 2000.
Pour un article plus général, voir Football aux Jeux olympiques d'été de 2000.
Navigation
Atlanta 1996 Athènes 2004
Le tournoi féminin de football aux Jeux olympiques d'été de 2000 est la deuxième édition du tournoi féminin de football des Jeux olympiques et se tient du 13 au 28 septembre 2000. 
Contrairement au tournoi masculin, il n'y a pas de restriction d'âge pour participer à la compétition.

## Équipes qualifiées
Comme pour la précédente édition, les résultats de la dernière Coupe du monde de football féminin servent de critère de sélection pour la participation au tournoi olympique. L'Australie est qualifiée d'office en tant que nation hôte des Jeux olympiques, tandis que sept des huit quarts de finalistes du mondial 1999 complètent le tableau. En raison de la place prise par l'Australie, la Russie est la seule équipe du top huit mondial à ne pas avoir été retenue.
| Qualifiés  | App. |
| ---------- | ---- |
| Australie  | 1re  |
| États-Unis | 2e   |
| Chine      | 2e   |
| Norvège    | 2e   |
| Brésil     | 2e   |
| Allemagne  | 2e   |
| Suède      | 2e   |
| Nigeria    | 1re  |

## Villes et stades retenus
Trois stades ont été retenus pour organiser cette compétition :
| Sydney                                                                  | Canberra         |
| ----------------------------------------------------------------------- | ---------------- |
| Sydney Football Stadium                                                 | Canberra Stadium |
| 45 500 places                                                           | 25 011 places    |
|                                                                         | Canberra Stadium |
| \| Sydney Football Stadium Canberra Stadium Melbourne Cricket Ground \| |                  |
| Melbourne                                                               |                  |
| Melbourne Cricket Ground                                                |                  |
| 100 024 places                                                          |                  |
|                                                                         |                  |
| Sydney Football Stadium Canberra Stadium Melbourne Cricket Ground       |                  |

## Arbitres officiels
| Confédération | Arbitres         |
| ------------- | ---------------- |
| AFC           | Im Eun Ju        |
| CAF           | Bola Abidoye     |
| CONCACAF      | Sonia Denoncourt |
| CONCACAF      | Sandra Hunt      |
| CONMEBOL      | Martha Toro      |

| Confédération | Arbitres        |
| ------------- | --------------- |
| OFC           | Tammy Ogsten    |
| UEFA          | Wendy Toms      |
| UEFA          | Vibeke Karlsen  |
| UEFA          | Nicole Petignat |

## Déroulement du tournoi
Tirage au sort
Répartition des chapeaux avant le tirage :
| Pot 1                                     | Pot 2                                   |
| ----------------------------------------- | --------------------------------------- |
| - Australie - États-Unis - Chine - Brésil | - Allemagne - Nigeria - Norvège - Suède |

### Premier tour

#### Groupe E
| Rang | Équipe    | Pts | J | G | N | P | Bp | Bc | Diff |
| ---- | --------- | --- | - | - | - | - | -- | -- | ---- |
| 1    | Allemagne | 9   | 3 | 3 | 0 | 0 | 6  | 1  | +5   |
| 2    | Brésil    | 6   | 3 | 2 | 0 | 1 | 5  | 3  | +2   |
| 3    | Suède     | 1   | 3 | 0 | 1 | 2 | 1  | 4  | -3   |
| 4    | Australie | 1   | 3 | 0 | 1 | 2 | 2  | 6  | -4   |

|  | Qualifié pour le deuxième tour de la compétition.                                                                   |
|  | Pts points ; G victoires ; N matchs nuls ; P défaites Bp buts marqués ; Bc buts encaissés ; Diff différence de buts |

1re journée
| 13 septembre 2000 17:00 | Australie | 0–3   | Allemagne                                                    | Canberra Stadium, Canberra                    |                                               |
|                         |           | (0-1) | 35e Inka Grings · 70e Bettina Wiegmann · 90+1e Renate Lingor | Spectateurs : 24 800 Arbitrage : Bola Abidoye | Spectateurs : 24 800 Arbitrage : Bola Abidoye |
|                         | Rapport   |       |                                                              | Spectateurs : 24 800 Arbitrage : Bola Abidoye | Spectateurs : 24 800 Arbitrage : Bola Abidoye |

| 13 septembre 2000 17:00 | Suède   | 0–2   | Brésil                            | Melbourne Cricket Ground, Melbourne          |                                              |
|                         |         | (0-1) | 21e Pretinha · 70e Kátia da Silva | Spectateurs : 58 432 Arbitrage : Sandra Hunt | Spectateurs : 58 432 Arbitrage : Sandra Hunt |
|                         | Rapport |       |                                   | Spectateurs : 58 432 Arbitrage : Sandra Hunt | Spectateurs : 58 432 Arbitrage : Sandra Hunt |

2e journée
| 16 septembre 2000 17:30 | Australie            | 1–1   | Suède                      | Sydney Football Stadium, Sydney                   |                                                   |
|                         | Cheryl Salisbury 57e | (0-0) | 66e (pen.) Malin Andersson | Spectateurs : 33 600 Arbitrage : Sonia Denoncourt | Spectateurs : 33 600 Arbitrage : Sonia Denoncourt |
|                         | Rapport              |       |                            | Spectateurs : 33 600 Arbitrage : Sonia Denoncourt | Spectateurs : 33 600 Arbitrage : Sonia Denoncourt |

| 16 septembre 2000 17:30 | Allemagne            | 2–1   | Brésil                      | Canberra Stadium, Canberra                   |                                              |
|                         | Birgit Prinz 33e 41e | (2-0) | 72e Raquel de Souza Noronha | Spectateurs : 17 000 Arbitrage : Martha Toro | Spectateurs : 17 000 Arbitrage : Martha Toro |
|                         | Rapport              |       |                             | Spectateurs : 17 000 Arbitrage : Martha Toro | Spectateurs : 17 000 Arbitrage : Martha Toro |

3e journée
| 19 septembre 2000 17:30 | Australie        | 1–2   | Brésil                                           | Sydney Football Stadium, Sydney                 |                                                 |
|                         | Sunni Hughes 33e | (1-0) | 56e Raquel de Souza Noronha · 64e Kátia da Silva | Spectateurs : 29 400 Arbitrage : Vibeke Karlsen | Spectateurs : 29 400 Arbitrage : Vibeke Karlsen |
|                         | Rapport          |       |                                                  | Spectateurs : 29 400 Arbitrage : Vibeke Karlsen | Spectateurs : 29 400 Arbitrage : Vibeke Karlsen |

| 19 septembre 2000 17:30 | Allemagne         | 1–0   | Suède | Melbourne Cricket Ground, Melbourne        |                                            |
|                         | Ariane Hingst 88e | (0-0) |       | Spectateurs : 7 000 Arbitrage : Wendy Toms | Spectateurs : 7 000 Arbitrage : Wendy Toms |
|                         | Rapport           |       |       | Spectateurs : 7 000 Arbitrage : Wendy Toms | Spectateurs : 7 000 Arbitrage : Wendy Toms |

#### Groupe F
| Rang | Équipe     | Pts | J | G | N | P | Bp | Bc | Diff |
| ---- | ---------- | --- | - | - | - | - | -- | -- | ---- |
| 1    | États-Unis | 7   | 3 | 2 | 1 | 0 | 6  | 2  | +4   |
| 2    | Norvège    | 6   | 3 | 2 | 0 | 1 | 5  | 4  | +1   |
| 3    | Chine      | 4   | 3 | 1 | 1 | 1 | 5  | 4  | +1   |
| 4    | Nigeria    | 0   | 3 | 0 | 0 | 3 | 3  | 9  | -6   |

|  | Qualifié pour le deuxième tour de la compétition.                                                                   |
|  | Pts points ; G victoires ; N matchs nuls ; P défaites Bp buts marqués ; Bc buts encaissés ; Diff différence de buts |

1re journée
| 14 septembre 2000 17:30 | États-Unis                          | 2–0   | Norvège | Melbourne Cricket Ground, Melbourne        |                                            |
|                         | Tiffeny Milbrett 18e · Mia Hamm 24e | (2-0) |         | Spectateurs : 16 043 Arbitrage : Im Eun Ju | Spectateurs : 16 043 Arbitrage : Im Eun Ju |
|                         | Rapport                             |       |         | Spectateurs : 16 043 Arbitrage : Im Eun Ju | Spectateurs : 16 043 Arbitrage : Im Eun Ju |

| 14 septembre 2000 17:30 | Chine                             | 3–1   | Nigeria                     | Canberra Stadium, Canberra                   |                                              |
|                         | Zhao Lihong 12e · Sun Wen 57e 83e | (2-0) | 85e (pen.) Perpetua Nkwocha | Spectateurs : 16 000 Arbitrage : Martha Toro | Spectateurs : 16 000 Arbitrage : Martha Toro |
|                         | Rapport                           |       |                             | Spectateurs : 16 000 Arbitrage : Martha Toro | Spectateurs : 16 000 Arbitrage : Martha Toro |

2e journée
| 17 septembre 2000 17:30 | États-Unis      | 1–1   | Chine       | Melbourne Cricket Ground, Melbourne              |                                                  |
|                         | Julie Foudy 38e | (1-0) | 67e Sun Wen | Spectateurs : 32 500 Arbitrage : Nicole Petignat | Spectateurs : 32 500 Arbitrage : Nicole Petignat |
|                         | Rapport         |       |             | Spectateurs : 32 500 Arbitrage : Nicole Petignat | Spectateurs : 32 500 Arbitrage : Nicole Petignat |

| 17 septembre 2000 17:30 | Norvège                                                               | 3–1   | Nigeria         | Canberra Stadium, Canberra                   |                                              |
|                         | Dagny Mellgren 22e · Hege Riise 62e (pen.) · Marianne Pettersen 90+3e | (1-0) | 78e Mercy Akide | Spectateurs : 9 150 Arbitrage : Tammy Ogston | Spectateurs : 9 150 Arbitrage : Tammy Ogston |
|                         | Rapport                                                               |       |                 | Spectateurs : 9 150 Arbitrage : Tammy Ogston | Spectateurs : 9 150 Arbitrage : Tammy Ogston |

3e journée
| 20 septembre 2000 17:30 | États-Unis                                                       | 3–1   | Nigeria         | Melbourne Cricket Ground, Melbourne       |                                           |
|                         | Brandi Chastain 26e · Kristine Lilly 35e · Shannon MacMillan 56e | (2-0) | 48e Mercy Akide | Spectateurs : 9 000 Arbitrage : Im Eun Ju | Spectateurs : 9 000 Arbitrage : Im Eun Ju |
|                         | Rapport                                                          |       |                 | Spectateurs : 9 000 Arbitrage : Im Eun Ju | Spectateurs : 9 000 Arbitrage : Im Eun Ju |

| 20 septembre 2000 17:30 | Norvège                                       | 2–1   | Chine              | Canberra Stadium, Canberra                        |                                                   |
|                         | Marianne Pettersen 55e · Margunn Haugenes 78e | (0-0) | 75e (pen.) Sun Wen | Spectateurs : 11 532 Arbitrage : Sonia Denoncourt | Spectateurs : 11 532 Arbitrage : Sonia Denoncourt |
|                         | Rapport                                       |       |                    | Spectateurs : 11 532 Arbitrage : Sonia Denoncourt | Spectateurs : 11 532 Arbitrage : Sonia Denoncourt |

### Tableau final
|  | Demi-finales           | Demi-finales         |                        |      | Finale               | Finale               |
|  | Demi-finales           | Demi-finales         |                        |      | Finale               | Finale               |
|  |                        |                      |                        |      |                      |                      |
|  | 24 septembre, Sydney   | 24 septembre, Sydney |                        |      | 28 septembre, Sydney | 28 septembre, Sydney |
|  | 24 septembre, Sydney   | 24 septembre, Sydney |                        |      | 28 septembre, Sydney | 28 septembre, Sydney |
|  | Norvège                | 1                    |                        |      | 28 septembre, Sydney | 28 septembre, Sydney |
|  | Norvège                | 1                    |                        |      | 28 septembre, Sydney | 28 septembre, Sydney |
|  | Allemagne              | 0                    |                        |      | 28 septembre, Sydney | 28 septembre, Sydney |
|  | Allemagne              | 0                    | Norvège                | 3 ap |                      |                      |
|  | 24 septembre, Canberra |                      | Norvège                | 3 ap |                      |                      |
|  |                        | États-Unis           | 2                      |      |                      |                      |
|  | États-Unis             | États-Unis           | 2                      | 1    |                      |                      |
|  | États-Unis             |                      |                        | 1    |                      |                      |
|  | Brésil                 | 0                    |                        |      |                      |                      |
|  | Brésil                 | 0                    | Match pour la 3e place |      |                      |                      |
|  |                        |                      |                        |      |                      |                      |
|  | 28 septembre, Sydney   |                      |                        |      |                      |                      |
|  |                        |                      |                        |      |                      |                      |
|  | Allemagne              | 2                    |                        |      |                      |                      |
|  | Allemagne              | 2                    |                        |      |                      |                      |
|  | Brésil                 | 0                    |                        |      |                      |                      |
|  | Brésil                 | 0                    |                        |      |                      |                      |

#### Demi-finales
| 24 septembre 2000 17:30 | Allemagne | 0–1   | Norvège                   | Sydney Football Stadium, Sydney            |                                            |
|                         |           | (0-0) | 80e (csc) Tina Wunderlich | Spectateurs : 16 710 Arbitrage : Im Eun Ju | Spectateurs : 16 710 Arbitrage : Im Eun Ju |
|                         | Rapport   |       |                           | Spectateurs : 16 710 Arbitrage : Im Eun Ju | Spectateurs : 16 710 Arbitrage : Im Eun Ju |

| 24 septembre 2000 17:30 | États-Unis   | 1–0   | Brésil | Canberra Stadium, Canberra                       |                                                  |
|                         | Mia Hamm 60e | (0-0) |        | Spectateurs : 11 000 Arbitrage : Nicole Petignat | Spectateurs : 11 000 Arbitrage : Nicole Petignat |
|                         | Rapport      |       |        | Spectateurs : 11 000 Arbitrage : Nicole Petignat | Spectateurs : 11 000 Arbitrage : Nicole Petignat |

#### Match pour la médaille de bronze
| 28 septembre 2000 17:00 | Allemagne                            | 2–0   | Brésil | Sydney Football Stadium, Sydney            |                                            |
|                         | Renate Lingor 64e · Birgit Prinz 79e | (0-0) |        | Spectateurs : 11 200 Arbitrage : Im Eun Ju | Spectateurs : 11 200 Arbitrage : Im Eun Ju |
|                         | Rapport                              |       |        | Spectateurs : 11 200 Arbitrage : Im Eun Ju | Spectateurs : 11 200 Arbitrage : Im Eun Ju |

#### Finale
| 28 septembre 2000 20:00 | Norvège                                                           | 3–2 (a.p.) | États-Unis                | Sydney Football Stadium, Sydney                   |                                                   |
|                         | Gro Espeseth 44e · Ragnhild Gulbrandsen 78e · Dagny Mellgren 102e | (1-1)      | 5e 90+2e Tiffeny Milbrett | Spectateurs : 22 848 Arbitrage : Sonia Denoncourt | Spectateurs : 22 848 Arbitrage : Sonia Denoncourt |
|                         | Rapport                                                           |            |                           | Spectateurs : 22 848 Arbitrage : Sonia Denoncourt | Spectateurs : 22 848 Arbitrage : Sonia Denoncourt |

## Bilan
Les 8 équipes présentes ont disputé un total de 16 rencontres, 44 buts ont été marqués au total, soit 2,63 par match. L'affluence totale est de 326 215 spectateurs, soit une moyenne de 20 388 par match.

### Classement final
| Rang | Nation     | Matchs joués | Victoires-Nuls-Défaites |
| ---- | ---------- | ------------ | ----------------------- |
| 1    | Norvège    | 5            | 4-0-1                   |
| 2    | États-Unis | 5            | 3-1-1                   |
| 3    | Allemagne  | 5            | 4-0-1                   |
| 4    | Brésil     | 5            | 2-0-3                   |
| 5    | Chine      | 3            | 1-1-1                   |
| 6    | Suède      | 3            | 0-1-2                   |
| 7    | Australie  | 3            | 0-1-2                   |
| 8    | Nigeria    | 3            | 0-0-3                   |

### Médaillées
| Médaille | Joueurs | Pays       |
| -------- | --- | ---------- |
| OR       | Bente Nordby, Brit Sandaune, Göril Kringen, Gro Espeseth, Hege Riise, Solveig Gulbrandsen, Monica Knudsen, Anita Rapp, Unni Lehn, Marianne Pettersen, Silje Jørgensen, Kristin Bekkevold, Dagny Mellgren, Margunn Haugenes, Ragnhild Gulbrandsen, Christine Boe Jensen, Ingeborg Hovland, Bente Kvitland      | Norvège    |
| ARGENT   | Briana Scurry, Lorrie Fair, Christie Pearce, Carla Overbeck, Nikki Serlenga, Brandi Chastain, Sara Whalen, Shannon MacMillan, Mia Hamm, Michelle French, Julie Foudy, Cindy Parlow, Kristine Lilly, Joy Fawcett, Kate Sobrero, Tiffeny Milbrett, Danielle Slaton, Siri Mullinix                               | États-Unis |
| BRONZE   | Steffi Jones, Melanie Hoffmann, Inka Grings, Jeannette Götte, Doris Fitschen, Nicole Brandebusemeyer, Nadine Angerer, Renate Lingor, Maren Meinert, Sandra Minnert, Claudia Müller, Silke Rottenberg, Birgit Prinz, Kerstin Stegemann, Bettina Wiegmann, Tina Wunderlich, Ariane Hingst, Stefanie Gottschlich | Allemagne  |

### Nombre d'équipes par confédération et par tour
| Confédération | Premier tour | Demi-finales | Finale | Victoire |
| ------------- | ------------ | ------------ | ------ | -------- |
| UEFA          | 3            | 2            | 1      | 1        |
| AFC           | 1            | 0            | 0      | 0        |
| CAF           | 1            | 0            | 0      | 0        |
| CONCACAF      | 1            | 1            | 1      | 0        |
| CONMEBOL      | 1            | 1            | 0      | 0        |
| OFC           | 1            | 0            | 0      | 0        |
| Total         | 8            | 4            | 2      | 1        |

### Classement des buteuses
4 buts
- Sun Wen

3 buts
- Birgit Prinz
- Tiffeny Milbrett

2 buts
| - Renate Lingor - Kátia da Silva - Raquel de Souza Noronha - Mercy Akide | - Dagny Mellgren - Marianne Pettersen - Mia Hamm |

1 but
| - Inka Grings - Ariane Hingst - Bettina Wiegmann - Sunni Hughes - Cheryl Salisbury - Pretinha - Zhao Lihong - Perpetua Nkwocha | - Gro Espeseth - Ragnhild Gulbrandsen - Margunn Haugenes - Hege Riise - Malin Andersson - Brandi Chastain - Julie Foudy - Kristine Lilly - Shannon MacMillan |

Contre son camp
- Tina Wunderlich (face à la Norvège)